# Rona Robinson

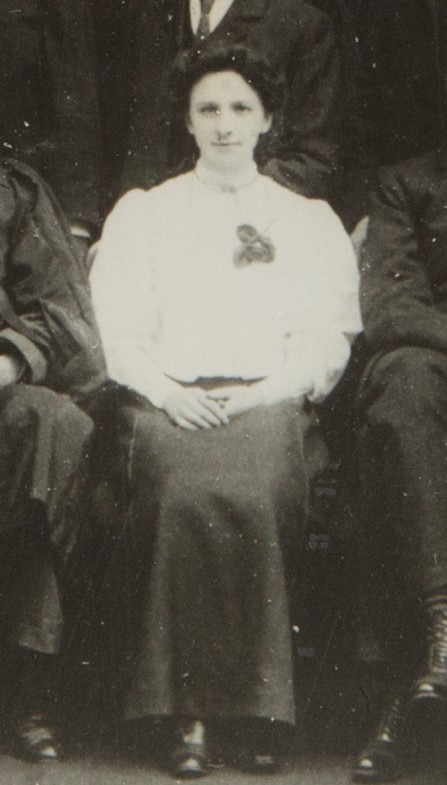
Rona Robinson, 1905

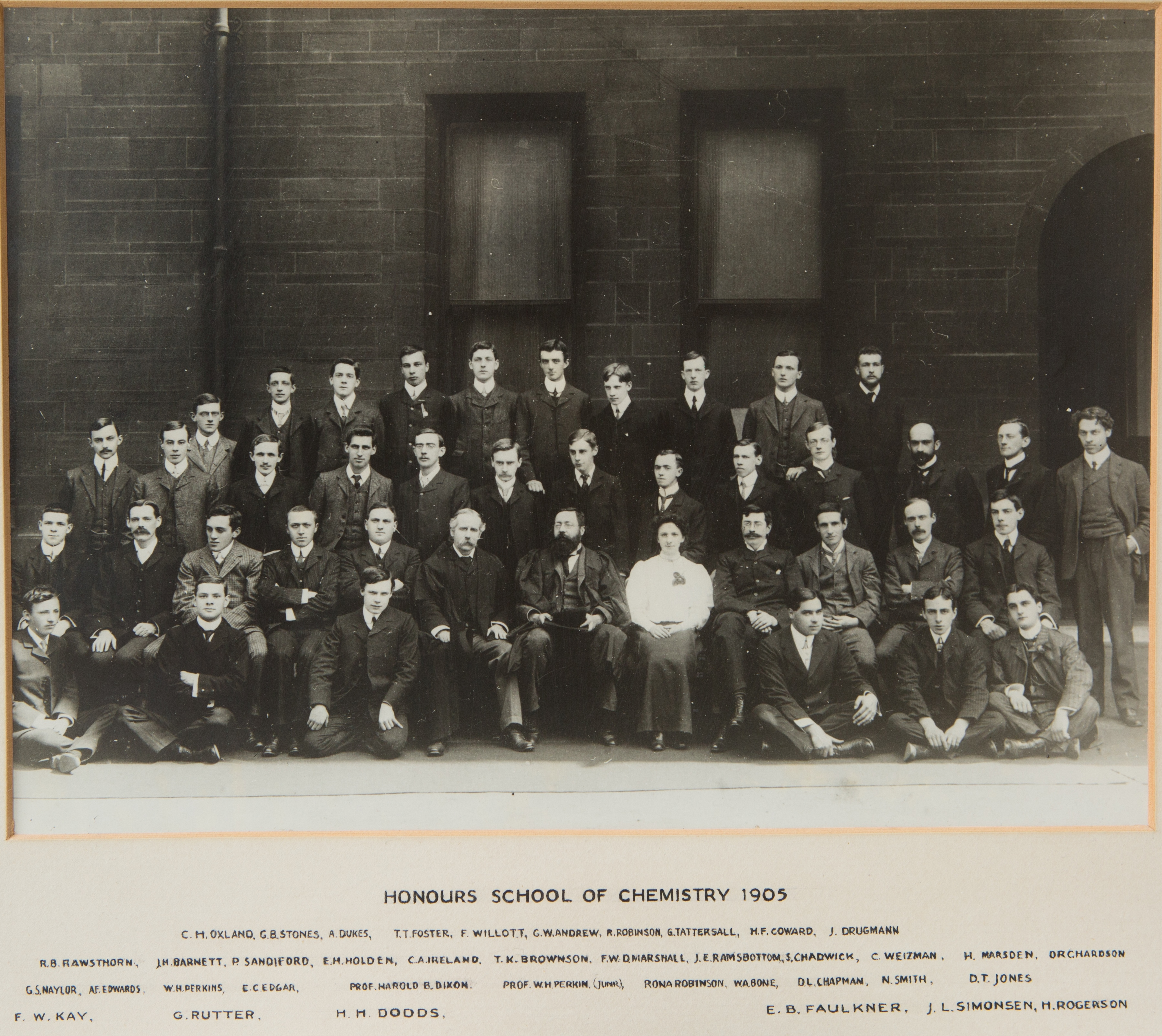
Rona Robinson (vordere Reihe in der weißen Bluse) in der Graduiertenklasse School of Chemistry, University of Manchester, 1905

Rona Robinson (* 26. Juni 1884 in Manchester; † 7. April 1962 ebenda) war eine englisch-britische Chemikerin, Autorin, Frauenrechtlerin und Suffragette. Sie war die erste Frau im Vereinigten Königreich, die einen Bachelor in Chemie erlangte und eine der ersten dokumentierten Industriechemikerinnen.

## Leben
Robinson wurde als jüngstes Kind von Jessie und Fred (Alfred) Robinson geboren. Ihre Eltern stammten beide aus der Gegend von Manchester, aus Chorlton-on-Medlock bzw. Cheetham Hill. Sie stammte aus der Arbeiterklasse, ihr Vater ist im Zensus von 1881 als Baumwollwarenhändler verzeichnet. Robinsons Kindheit verbrachte sie in den Stadtteilen Gorton und Withington in Manchester, wo sie mit ihrer Schwester Lilian (* 1880) und ihrem Bruder Andrew (* 1882) aufwuchs. Ihr Vater starb, als Robinson noch klein war, und ihre Mutter nahm Untermieter auf, um finanziell über die Runden zu kommen. Im Zensus von 1891 wurde Jessie Robinson als Witwe und Pensionswirtin registriert, die mit ihren drei Kindern und zwei Pensionsgästen, einem aus Liverpool und einem aus Syrien, zusammenlebt.
Robinson besuchte eine weiterführende Schule der Manchester Central Schools. Im Jahr 1900, im Alter von 15 Jahren, erhielt sie vom Lancashire County Council eine Förderung in Form einer Junior Science Exhibition im Wert von 15 Pfund pro Jahr, mit der sie die Schule über das übliche Schulabschlussalter hinaus weiter besuchen konnte. Robinson erhielt ein Stipendium für das Owens College in Manchester (das 1904 in die Victoria University of Manchester integriert wurde) und schrieb sich 1902 ein. Hier zeichnete sie sich aus; in der Liste der erstklassigen Studenten für die Owens-College-Prüfungssitzungen von 1902/1903 (ihrem ersten Jahr) wurde sie als drittbeste ihres Jahrgangs in organischer Chemie geführt. 1905 schloss sie ihr Chemiestudium mit Auszeichnung ab, erhielt die LeBlanc-Medaille und ein Mercer-Stipendium (für die beste Studierende im letzten Studienjahr, die in die Forschung ging). Sie war die erste Frau im Vereinigten Königreich einem Chemie-Bachelor. Robinson setzte ihr Studium in Manchester fort und arbeitete an ihrem Forschungs-Master, in dessen Rahmen sie zusammen mit William Henry Bentley und Chaim Weizmann eine Arbeit mit dem Titel 3-Hydroxyphthalic and 3-methoxyphthalic acids and their derivatives veröffentlichte. 1907 schloss sie ihr Studium mit dem Master of Science ab.
Nach der Universität wurde Robinson Lehrerin am Pupil-Teacher Centre in Altrincham, Cheshire, wo Dora Marsden zunächst Assistenzlehrerin und später Schulleiterin war. Während ihrer Zeit in Altrincham entwickelten Robinson und Marsden ein gemeinsames Interesse für das Frauenwahlrecht. Beide verließen die Schule nach einem Gehaltsstreit, um sich auf die Aktivitäten der Women’s Social and Political Union (WSPU) zu konzentrieren und wurden bezahlte Organisatoren im Manchester-Zweig der WSPU, wechselten aber bald für einen Großteil ihrer Arbeit an andere Orte. Robinson und Mary Gawthorpe hielten im Juni 1908 die Laudatio bei der Entfaltung eines WSPU-Banners auf dem Stevenson Square in Manchester. Das Banner ist heute im People’s History Museum in Manchester ausgestellt.
Marsden und Robinson wurden einen Monat lang wegen Behinderung und Körperverletzung inhaftiert, nachdem sie 1909 an einer Protestdelegation zu Premierminister H. H. Asquith teilgenommen hatten.
Im Oktober 1909 wurden Robinson, Marsden und Gawthorpe verhaftet, weil sie in vollem akademischen Ornat gekleidet eine Rede des Kanzlers der University of Manchester anlässlich der Einweihung der neuen chemischen Laboratorien störten. Sie forderten den Kanzler auf, sich gegen die Zwangsernährung inhaftierter Suffragetten aus Manchester auszusprechen, die sich im Hungerstreik befanden. Die Polizei ging an diesem Tag besonders rabiat mit den Frauen um, und der Kanzler war von dem Protest der Frauen so bewegt, dass er die Universität dazu drängte, keine Anklage zu erheben, und so verhinderte, dass Robinson erneut ins Gefängnis kam.
Robinson wurde noch mehrmals inhaftiert und ging in den Hungerstreik. Die WSPU verlieh ihr wie anderen Suffragetten die sogenannt „Hungerstreik-Medaille“ For Valour.
Robinson äußerte sich auch zu anderen feministischen Themen. 1912 hielt sie im Freewoman Discussion Circle einen Vortrag über die Abolition of Domestic Drudgery (die Abschaffung der häuslichen Fron). Sie war 1912 Gilchrist-Stipendiatin für ein Postgraduierten-Studium für Haushaltswissenschaften am King's College for Women geworden. Es ist unklar, warum sie das Stipendium überhaupt annahm, da sie bereits einen postgradualen Abschluss hatte. Sie kündigte ihr Stipendium mit der Begründung, der angebotene Kurs sei „aus pädagogischer Sicht wertlos“:

„Women must realize that knowledge of pure science, and the power to apply it, are chiefly in the hands of men, and to men they must appeal for application of science to the household, unless they themselves are prepared to become serious scientists.“

„Frauen müssen erkennen, dass das Wissen in der Grundlagenforschung und die Macht, es anzuwenden, hauptsächlich in den Händen von Männern liegt, und sie werden sich an Männer wenden müssen, um Wissenschaft im Haushalt anzuwenden, wenn sie nicht selbst bereit sind, ernsthafte Wissenschaftler zu werden.“

Sie schrieb ausführlich über ihre Kritik am Studium der Haushaltswissenschaften und andere feministische Themen vor allem in Dora Marsdens Publikation The Freewoman.
Robinson gilt als eine der ersten dokumentierten industriellen Forschungschemikerinnen. In den acht Jahren nach ihrem Abschluss in Manchester forschte sie zunächst in einem Privatlabor in ihrem Haus in Withington an Farbstoffen. 1915 trat sie als analytische und Forschungschemikerin in die Firma J.B. & W.R. Sharpe Ltd. ein. Zu ihren Aufgaben gehörte auch die Übertragung von chemischen Reaktionen, die sie entwickelt hatte, auf die großtechnische Produktion. Im Jahr 1916 wurde sie zur Chefchemikerin befördert und 1919 Mitglied des Royal Institute of Chemistry. Im Jahr 1920 trat sie als Chefchemikerin in die Clayton Aniline Company (Teil von Ciba) ein, wo sie bis zu ihrer Pensionierung blieb. Ihre Arbeit dort führte zu drei Patenten, die sie als Erfinderin auswiesen; zwei davon betrafen Aldehyd-Amino-Kondensationsprodukte.
Robinson starb 1962 im Alter von 77 Jahren. Im Jahr 1965 wurde durch ein Vermächtnis in ihrem Testament das „Rona-Robinson-Stipendium“ zur Unterstützung weiblicher Postgraduierter in Chemie an der heutigen University of Manchester eingerichtet.